# سنت مایکل، باربادوس
سنت مایکل، باربادوس (به لاتین: Saint Michael, Barbados) یک منطقهٔ مسکونی در باربادوس است.

## خصوصیات
سنت مایکل ۳۹ کیلومترمربع مساحت و ۸۸٬۵۲۹ نفر جمعیت دارد.